# Максар
Максар (араб. مكتر) — місто в Тунісі. Входить до складу вілаєту Сільяна. Станом на 2004 рік тут проживало 12 942 особи.